# Orthonama lignata
Orthonama lignata är en fjärilsart som beskrevs av Jacob Hübner 1796-1799. Orthonama lignata ingår i släktet Orthonama och familjen mätare. Inga underarter finns listade i Catalogue of Life.